# Sokol Velká Bystřice
Sokol Velká Bystřice byl československý klub ledního hokeje, který sídlil ve městě Velká Bystřice v Severomoravském kraji. V sezóně 1953/54 se klub zúčastnil vůbec prvního ročníku Celostátní soutěže. Ve skupině B skončil na třetím místě. Z Celostátní soutěže klub sestoupil o sezónu později, když skončil ve skupině C opět na třetí příčce.

## Přehled ligové účasti
Stručný přehled
Zdroj: 
- 1953–1954: Celostátní soutěž – sk. B (2. ligová úroveň v Československu)
- 1954–1955: Celostátní soutěž – sk. C (2. ligová úroveň v Československu)

Jednotlivé ročníky
Zdroj: 
Legenda: ZČ - základní část, červené podbarvení - sestup, zelené podbarvení - postup, fialové podbarvení - reorganizace, změna skupiny či soutěže
| Československo (1953 – 1955) |                           |           |          |                                       |               |
| Sezóny                       | Soutěž                    | Úroveň    | ZČ       | Play-off, nadstavba, sk. o udržení... | Poznámky      |
| 1953/54                      | Celostátní soutěž – sk. B | 2. úroveň | 3. místo |                                       | Změna skupiny |
| 1954/55                      | Celostátní soutěž – sk. C | 2. úroveň | 3. místo |                                       | Sestup        |